# 다이지역
다이지역(일본어: 太地駅, えき)은 일본 와카야마현에 있는, 서일본 여객철도의 철도역이다. 기세이 본선이 지나가며, 기노쿠니 선 소속 열차들을 이용할 수 있다.

## 역 구조
단식 1면 1선 구조의 지상역으로, 승강장은 바다쪽에 있다. 승강장 벽에는 다이지 정의 전통인 포경을 상징하는 고래 그림이 있다. 신구역이 관리하는 무인역으로, 역사의 사무실 일부분을 사회복지법인 다카세카이가 지원 센터로 사용하고 있다. 자동 발권기에서는 총운임 1,620엔 구간까지의 근거리 승차권과 특급 자유석 승차권을 구입할 수 있다.

## 역세권 정보
- 다이지 정사무소
- 다이지 우체국
- 다이지 정립 고래 박물관
- 다이지 온천
- 구지라노하마 공원
- 오치아이 히로미쓰 야구기념관 - 오치아이 히로미쓰와 그 가족들을 위한 별장으로도 쓰인다.

## 역사
- 1935년 7월 18일 - 일본국유철도의 역으로 개업하였다.
- 1987년 4월 1일 - 민영화에 따라 서일본 여객철도의 소속이 되었다.

## 인접역
| 서일본 여객철도 기세이 본선 | 서일본 여객철도 기세이 본선 | 서일본 여객철도 기세이 본선 |
| --------------------------- | --------------------------- | --------------------------- |
| 유카와 신구 방면            | ■ 기노쿠니 선 보통          | 시모사토 와카야마 방면      |